# Un día sin fin
Un día sin fin (en italiano È già ieri) es una película de 2004 dirigida por Giulio Manfredonia. Se trata de un remake de la película protagonizada por Bill Murray, Groundhog Day.

## Argumento
Un periodista reconocido trabaja en un programa de divulgación científica. El hombre es bastante insoportable, por eso a las primeras de cambio le mandan a hacer un reportaje cuanto más lejos mejor... Esta vez le toca irse a las Islas Canarias donde unas cigüeñas revolotean en la cima del Teide.

## Reparto
- Antonio Albanese: Filippo Fontana
- Goya Toledo: Rita
- Fabio De Luigi: Enrico
- Asunción Balaguer: Rosa
- Pepón Nieto: Bob
- Esther Ortega: Marta
- Beatriz Rico: Candela
- Linus: la voz de la radio
- Antonio de Bejar: el médico ambulatorio
- Jacobo Dicenta: Martin, el taxista
- Carlos Lucas: Carlos, el marinero anciano